# Klagelieder Jeremias
| Ketuvim (Schriften) des Tanach                                                                      |
| --------------------------------------------------------------------------------------------------- |
| Sifrei Emet (poetische Bücher)                                                                      |
| - סֵפֶר תְּהִלִּים – Buch der Psalmen - אִיּוֹב – Ijob - מִשְלֵי שְׁלֹמֹה – Sprüche Salomos                          |
| חמש מגילות – Megillot (Festrollen)                                                                  |
| - רוּת – Buch Rut - שִׁיר הַשִּׁירִים – Hoheslied - קֹהֶלֶת – Kohelet - אֵיכָה – Klagelieder - אֶסְתֵּר – Buch Ester |
| Übrige                                                                                              |
| - דָּנִיּאֵל – Daniel - עֶזְרָא – Esra (einschließlich Nehemia) - דִּבְרֵי הַיָּמִים – Chronik (1–2 Chr)            |

| Schriftpropheten des Alten Testaments                                                                    |
| --- |
| Große Propheten                                                                                          |
| - Jesaja - Jeremia - Klagelieder Jeremias - Baruch mit Brief des Jeremia - Ezechiel - Daniel (+ Zusätze) |
| Kleine Propheten                                                                                         |
| - Hosea - Joel - Amos - Obadja - Jona - Micha - Nahum - Habakuk - Zefanja - Haggai - Sacharja - Maleachi |
| Namen nach dem ÖVBE Kursiv: Katholischer Deuterokanon                                                    |

Die Klagelieder Jeremias, hebräisch אֵיכָה Echa, in der Septuaginta (älteste durchgehende Übersetzung der hebräisch-aramäischen Bibel in die altgriechische Alltagssprache) θρῆνοι Thrē̂noi, in der Vulgata (im Mittelalter verbreitete lateinische Fassung der Bibel) Lamentationes, lateinisch auch Thrēnī genannt, bisweilen auch als Jeremiaden oder Buch der Klagelieder bezeichnet (abgekürzt Klgl oder Thr), sind ein Buch des Tanach, das aus fünf Gedichten besteht. Dort sind sie innerhalb der Ketuvim (Schriften), des dritten Teils des Tanach nach Tora (Weisung) und Nevi’im (Propheten), unter den Festrollen (Megillot) eingeordnet, im Alten Testament der Bibel sind sie in der Ordnung vorverlegt, schon nach dem Propheten Jeremia.

## Entstehungszeit
In den Klageliedern wird die Zerstörung Jerusalems und des Tempels von 586 v. Chr. beklagt. Die Fakten des Geschehens sind in 2 Kön 25  und Jer 52  beschrieben. Von diesem Inhalt her bietet sich eine Entstehung zwischen 586 und 530 an. Die tiefe Erschütterung in den ersten vier Kapiteln lässt vermuten, dass sie aus dem unmittelbaren Erleben heraus kurz nach dem Fall Jerusalems geschrieben wurden. Kapitel 5 betont mehr das Leid des Exils.

## Verfasser
Die Klagelieder sind anonym, sie enthalten nichts, was auf den Verfasser schließen lässt. Nach jüdischer Tradition aus vorchristlicher Zeit (Targum, Septuaginta) gilt der Prophet Jeremia als Verfasser. In der Sekundärliteratur gehen die Meinungen darüber auseinander. Im Hauptstrom der heutigen theologischen Welt wird Jeremia als Verfasser kaum noch vertreten. In Stil und Ausdrucksweise gibt es jedoch Ähnlichkeiten zwischen dem prophetischen Buch Jeremia und den Klageliedern. Es ist anzunehmen, dass der Verfasser Augenzeuge der Zerstörung Jerusalems im Jahr 586 v. Chr. war und damit ein Zeitgenosse Jeremias. Einige Autoren gehen davon aus, dass Jeremia nach dem Exil eine Zeit in Juda blieb, um sich um die Zurückgebliebenen zu kümmern. In dieser Zeit seien die Klagelieder entstanden.

## Dichterischer Stil
Die Klagelieder sind Beispiele von hochstehender hebräischer Dichtkunst. Sie sind im Versmaß der jüdischen Totenklage (Qina) abgefasst, die ersten vier als Abecedarius (alphabetisches Lied). Dieses Akrostichon hat nicht nur den praktischen Zweck der Gedächtnisstütze, sondern ist auch Ausdruck der Grenzenlosigkeit der alles einschließenden Trauer – vergleiche im Deutschen den Ausdruck „von A bis Z“ für „alles“. Das Akrostichon beweist, dass die Lieder von Anfang an schriftliche Literatur waren und nicht eine erst später niedergeschriebene mündliche Überlieferung darstellen.
Die ersten beiden Lieder enthalten je 22 Verse mit drei Zeilen. Die ersten Worte jedes Verses beginnen der Reihe nach mit den 22 Buchstaben des hebräischen Alphabets. Das vierte Lied ist ebenso gestaltet, jedoch kommen auf jeden Vers zwei Zeilen. Das dritte Lied hat 66 Verse, unterteilt in 22 Einheiten zu je drei Versen. Jeder dieser Verse beginnt mit dem entsprechenden gleichen Buchstaben. Eine Besonderheit besteht darin, dass im zweiten bis vierten Lied der Pe-Vers entgegen der heute üblichen alphabetischen Reihenfolge vor dem Ajin-Vers steht. Diese Folge ist jedoch ebenfalls in alten Alphabettafeln belegt. Das fünfte Lied hat 22 Verse zu je einer Zeile, aber ohne spezifische Buchstabenfolge. Die Klagelieder verwenden eine reiche Zahl von Bildern, um das Leid und die Trauer plastisch darzustellen.

## Inhalt
Auffälligstes Merkmal ist die Personifikation Jerusalems als „Tochter Zion“, klagende Mutter, vergewaltigte und entehrte Geliebte und verlassene Witwe. Diese Elemente weisen darauf hin, dass möglicherweise eine Gattung altorientalischer Stadtklage Vorbild für die Abfassung dieser Texte war. 

Es finden sich folgende Klageelemente:
1. Schilderung des Zustands
2. Einzelklagen der „Frau Jerusalem“
3. Klagen des Volkes
4. Die Not unter dem Gericht
5. Die Ursache des Elends
6. Schuldannahme

## Die Klagelieder in Judentum und Christentum

### Judentum

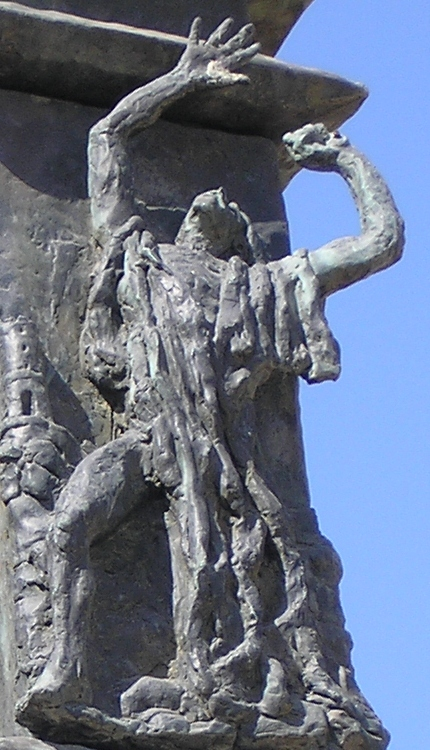
Jeremia klagt über die Zerstörung Jerusalems, Bildfeld an der großen Knesset-Menora

Orthodoxe Juden lesen die Klagelieder wöchentlich an der Klagemauer in Jerusalem. Tischa beAv ist ein jährlicher jüdischer Gedenk- und Fastentag zur Erinnerung an die Zerstörung des ersten Jerusalemer Tempels (Bajith Rishon) durch die Babylonier und an die Zerstörung des Zweiten Tempels in Jerusalem (Bajith Sheni) durch die Römer, an dem die Klagelieder rezitiert werden. Die Klagelieder gehören zusammen mit Ijob und Jeremia zu den einzigen Teilen der Schrift, die fromme Juden in der Trauerzeit nach dem Tod eines Angehörigen lesen.

### Christentum

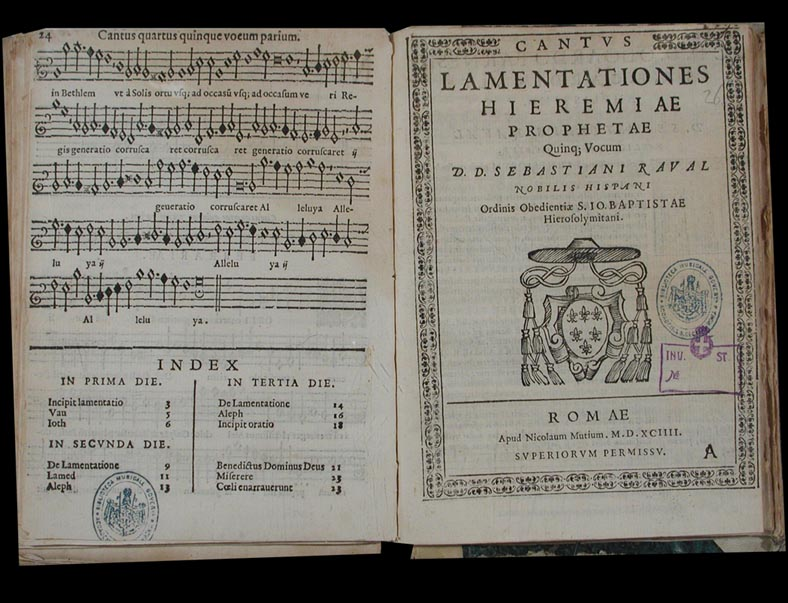
Sebastian Raval: Lamentationes, Rom 1594

In der Liturgie der römisch-katholischen Kirche werden die Klagelieder im Triduum Sacrum der Karwoche in den frühmorgendlichen Karmetten als Lesungen gesungen. Allioli gibt in seiner Einführung zu den Klageliedern verschiedene Motive und Absichten der Kirche für diese Wahl an.
In der Lesehore des von Paul VI. reformierten und für die deutschsprachige katholische Kirche adaptierten Stundengebetes haben die Klagelieder als Erste Lesung in der Karwoche der ersten Jahresreihe ihren Platz gefunden; das fünfte Klagelied, die Oratio Jeremiae, wird dort außerdem als drittes Canticum der zur Vigil erweiterten Lesehore in den Nächten auf die sechs Fastensonntage, den Karfreitag und Karsamstag gesungen.
In der vorkonziliaren Karliturgie wird der Gesang der Klagelieder mit Incipit Lamentatio Ieremiae prophetae (wenn die Perikope mit Textanfang übereinstimmt) oder De Lamentatione Hieremiae prophetae (wenn die Perikope mitten im Text einsetzt) oder bei Klgl 5 mit Oratio Ieremiae eingeleitet und jeweils mit dem lateinischen Ruf Jerusalem, Jerusalem, convertere ad Dominum Deum tuum („Jerusalem, Jerusalem, bekehre dich zu deinem Herrn und Gott“) abgeschlossen.
Es gibt in der Geschichte der Kirchenmusik eine große Anzahl an Vertonungen, entweder nur der Klagelieder oder auch der Responsorien. Zu den letzteren gehören Werke von Carlo Gesualdo und Marc-Antoine Charpentier. Der Text der Klagelieder wird unterschiedlich auf die jeweiligen Tage bzw. Nokturnen verteilt:
|        | Gregorianischer Gesang (Mittelalter) (zum Beispiel im Liber Usualis) |              |         |
| 1. Tag | 1:1–5                                                                | 1:6–9        | 1:10–15 |
| 2. Tag | 2:8–11                                                               | 2:12–15      | 3:1–9   |
| 3. Tag | 3:22–30                                                              | 4:1–6        | 5:1–11  |
|        | Carpentras (1539)                                                    |              |         |
| 1. Tag | 1:1–4                                                                | 1:5,4:1–2    | 1:11–13 |
| 2. Tag | 2:8–10                                                               | 2:11,1:14–15 | 4:10–12 |
| 3. Tag | 3:22–29                                                              | 1:8–9,2:17   | 5:1–7   |
|        | Orlando di Lasso (1584)                                              |              |         |
| 1. Tag | 1:1–3                                                                | 1:7–9        | 1:12–14 |
| 2. Tag | 2:8–10                                                               | 2:13–15      | 3:1–9   |
| 3. Tag | 3:22–30                                                              | 4:1–3        | 5:1–6   |
|        | Marc-Antoine Charpentier (Ende 17. Jahrhundert)                      |              |         |
| 1. Tag | 1:1–5                                                                | 1:6–9        | 1:10–14 |
| 2. Tag | 2:8–11                                                               | 2:12–15      | 3:1–9   |
| 3. Tag | 3:22–30                                                              | 4:1–6        | 5:1–11  |
|        | Jan Dismas Zelenka (1722)                                            |              |         |
| 1. Tag | 1:1–5                                                                | 1:6–9        | (fehlt) |
| 2. Tag | 2:8–11                                                               | 2:12–15      | (fehlt) |
| 3. Tag | 3:22–30                                                              | 4:1–6        | (fehlt) |

In der gegenwärtigen, ab 2018 geltenden, evangelischen Perikopenordnung ist der Abschnitt Klagelieder 5,1–22  als Teil der Predigtreihe IV dem 10. Sonntag nach Trinitatis (Israelsonntag) zugeordnet. Klagelieder 3,22–26.31–32  ist die alttestamentliche Lesung (Predigtreihe III) für den 16. Sonntag nach Trinitatis.
Matthias Weckmann schuf im August 1663 ein Geistliches Konzert aus Versen des ersten Kapitels mit dem Titel Wie liegt die Stadt so wüste zum 10. Sonntag nach Trinitatis, an dem der Zerstörung der Stadt Jerusalem gedacht wurde. Rudolf Mauersberger vertonte die Verse 1,1.4.9.13; 2,15; 5,17.20–21 in seiner Motette Wie liegt die Stadt so wüst aus dem Zyklus Dresden am Karsamstag 1945 als Reaktion auf die Zerstörung Dresdens. 